# Рододендрон жовтий
Рододендрон жовтий (Rhododendron luteum), синоніми Rhododendron flavum, Rhododendron polessicum, також відомий як азалія (Azalea pontica) - кущ родини вересових 1-2,5 м заввишки з прямостоячими гілками.
Народні назви: дряпоштан, турецький багон

## Опис
Молоді пагони зеленувато-бурі, запушені. Листки чергові 5-10 см завдовжки, на коротких черешках, довгастооберненояйцеподібні або довгасто-ланцетні, тонкі, загострені, залозисті, по краях війчасті, при основі клиноподібні, знизу запушені рудуватими або білуватими волосками, на зиму опадають. Квітки великі, запашні, зібрані в багатоквіткові (по 3-23) зонтикоподібні суцвіття на кінцях торішніх пагонів. Оцвітина подвійна, чашечка глибокоп'ятироздільна з лінійно-ланцетними частками. Віночок (3-4,5 см у діаметрі) помаранчевий або жовтий, зверху залозистий, неправильно-лійкоподібний з вузькоциліндричною трубкою і двогубим відгином. Тичинок п'ять, маточка одна, зав'язь верхня, тичинки і стовпчик виступають з віночка. Плід - борозенчаста волосиста коробочка, до 18 мм завдовжки.

## Поширення
Поширений у північно-східній частині Рівненської і північно-західній частині Житомирської областей, де і зосереджуються основні райони заготівель цієї рослини. Запаси сировини значні.
Росте рододендрон у підліску хвойних і мішаних лісів, на вирубках і галявинах, часто створюючи суцільні зарості. Тіньовитривала рослина. Цвіте у травні. 

## Охорона
Вид занесений до Червоної книги України, а також до Директиви Європейського Союзу 92/43/ЄС «Про збереження природних оселищ та видів природної фауни і флори» (Додаток II. Види рослин і тварин, що становлять особливий інтерес для Європейського Союзу, збереження яких потребує створення територій особливої охорони).

## Практичне використання
Ефіроолійна, інсектицидна, лікарська, танідоносна, отруйна, медоносна і декоративна рослина.
Пелюстки рододендрона - цінна сировина для ефіроолійної промисловості. Ефірна олія являє собою світло-жовту масу з приємним ароматом квіток азалії, вихід олії 0,15-0,25%, що в 10 разів більше, ніж у відомого ефіроноса казанликської троянди. Олія з азалії застосовуються для ароматизації мила і приготування дорогих високоякісних парфумів. З одного гектара заростей азалії одержують 0,5 л ефірної олії і близько 6 кг бальзамової смоли. Заготівля сировини і переробка на олію поки що ведеться тільки на Кавказі. В Українському Поліссі ця рослина вважається лише перспективним ефіроносом, і запаси її поки що не використовуються.
Ефірні олії, які містяться в квітках азалії, мають фітонцидну й інсектицидну дію. Водні відвари квіток пригнічують розвиток личинок і дорослих особин колорадського жука, згубно діють на плодову міль, плодових довгоносиків, дубову листовійку та на побутових комах.
У науковій медицині застосовують ефірну олію рододендрона як бактерицидний засіб, особливо проти туберкульозної палички. Ериколін, який міститься в листках, має потогінні й наркотичні властивості.
Кора, листки, квіти та нектар квітів містять андромедотоксин, з якого виготовляють препарати для лікування серцевої та ниркової недостатності. Листки використовують у народній медицині як сечогінний, потогінний засіб, при лікуванні подагри та ревматизму. У гомеопатії препарати з листків призначаються при отруєнні ртуттю, захворюваннях слизових оболонок, головних болях і хворобах шкіри. Особливий лікувальний ефект дає спиртова витяжка з квітів. У ветеринарній практиці застосовують рододендрон для лікування проносів. Водний настій і спиртова витяжка з висушених листків рододендрона мають бактерицидні й бактеріостатичні властивості щодо стафілокока білого, гнильних бактерій і використовуються у ветеринарній практиці.
У листках рододендрона містяться таніди (8-13 % ), придатні для дублення шкур і забарвлення їх у світлі кольори.
Рослина отруйна, містить андромедотоксин, отруйний для людей, свійських тварин, бджіл, мишей. Рододендроном отруюються кози, вівці і навіть велика рогата худоба.
Квітки виділяють велику кількість нектару і їх охоче відвідують бджоли. Вказівки на загибель бджіл при медозборі від запаху квіток азалії перебільшені. Проте під час збирання нектару гинуть дорослі бджоли, матки і личинки. Мед азалії, навіть очищений від пилку, також містить андромедотоксин і отруйний для людини. Отруйний чинник локалізований у меді місцями, а не розсіяно і зберігається до зцукріння. Після з'їдання 2-3 столових ложок меду у людини з'являються пронос, озноб, блювання, послаблення серцевої діяльності і непритомність.
Рододендрон жовтий - гарна декоративна рослина, особливо в період цвітіння. Є багато декоративних форм: з золотисто-оранжевими, лимонно-жовтими квітками, з сизо-блакитними, двобарвними; пурпурово-бурими, строкатими листками. Рекомендується для садіння під намет розрідженого деревостану, для декорування кам'яних схилів, насаджень на вулицях у містах та інших населених пунктах.

### Збирання, переробка та зберігання
Квітки азалії збирають вранці в суху, сонячну погоду, обриваючи руками. Зібрані суцвіття укладають в кошики і відправляють на пункти переробки. Строк зберігання - не більше двох діб.